# Defending Our Lives
Defending Our Lives ist ein US-amerikanischer Dokumentarfilm aus dem Jahr 1994.

## Handlung
Der Film stellt vier Frauen vor, die Opfer von Gewalttaten wurden und ihre Peiniger getötet haben. Nun sind die Frauen des Mordes angeklagt, berufen sich aber auf Notwehr.

## Auszeichnungen
1994 wurde der Film in der Kategorie Bester Dokumentar-Kurzfilm mit dem Oscar ausgezeichnet.
Beim New England Film & Video Festival gewann der Film den Independent Film Award.

## Hintergrund
Uraufgeführt wurde der Film am 4. März 1994 in New York.